# 3-Stunden-Rennen von Helsinki 1997

Streckenverlauf des Helsinki Thunder 1997

Das 3-Stunden-Rennen von Helsinki 1997, auch Helsinki Thunder 1997, fand am 15. Mai auf einem Stadtkurs in der Innenstadt von Helsinki statt und war der dritte Wertungslauf der FIA-GT-Meisterschaft dieses Jahres.

## Das Rennen
1995, 1996 und 1997 fand in Helsinki unter dem Namen Helsinki Thunder eine Motorsportveranstaltung statt. 1995 und 1996 zählte das Rennen zur International Touring Car Championship (ITC), 1997 trug die FIA-GT einen Meisterschaftslauf aus. Das Rennen gewannen JJ Lehto und Steve Soper im McLaren F1 GTR mit dem deutlichen Vorsprung von drei Runden vor dem Porsche 911 GT1 von Ralf Kelleners und Stéphane Ortelli.

## Ergebnisse

### Schlussklassement
| 1               | GT1 | 8  | BMW Schnitzer Motorsport    | JJ Lehto Steve Soper                                        | McLaren F1 GTR        | 113 |
| 2               | GT1 | 16 | Roock Racing                | Ralf Kelleners Stéphane Ortelli                             | Porsche 911 GT1       | 110 |
| 3               | GT1 | 2  | Gulf Team Davidoff          | John Nielsen Thomas Bscher                                  | McLaren F1 GTR        | 110 |
| 4               | GT1 | 1  | Gulf Team Davidoff          | Andrew Gilbert-Scott Pierre-Henri Raphanel Jean-Marc Gounon | McLaren F1 GTR        | 109 |
| 5               | GT1 | 24 | GBF UK Ltd.                 | Mauro Martini Andrea Boldrini                               | Lotus Elise GT1       | 109 |
| 6               | GT1 | 22 | BMS Scuderia Italia         | Pierluigi Martini Christian Pescatori                       | Porsche 911 GT1       | 108 |
| 7               | GT1 | 26 | Konrad Motorsport           | Franz Konrad Mauro Baldi Max Angelelli                      | Porsche 911 GT1       | 108 |
| 8               | GT1 | 11 | AMG-Mercedes                | Bernd Schneider Alexander Wurz                              | Mercedes-Benz CLK GTR | 107 |
| 9               | GT2 | 56 | Roock Racing                | Claudia Hürtgen Bruno Eichmann Ni Amorim                    | Porsche 911 GT2       | 106 |
| 10              | GT2 | 59 | Marcos Racing International | Cor Euser Harald Becker                                     | Marcos LM600          | 106 |
| 11              | GT1 | 31 | Augustin Motorsport         | Hans-Jörg Hofer Horst Felbermayr Stefano Buttiero           | Porsche 911 GT2 Evo   | 103 |
| 12              | GT2 | 63 | Krauss Motorsport           | Bernhard Müller Michael Trunk                               | Porsche 911 GT2       | 103 |
| 13              | GT1 | 9  | BMW Schnitzer Motorsport    | Peter Kox Roberto Ravaglia                                  | McLaren F1 GTR        | 101 |
| 14              | GT2 | 53 | Chamberlain Engineering     | Jari Nurminen Pertti Lievonen                               | Chrysler Viper GTS-R  | 100 |
| 15              | GT2 | 55 | Augustin Motorsport         | Helmut Reis Wido Rössler Manfred Jurasz                     | Porsche 911 GT2       | 100 |
| 16              | GT1 | 10 | AMG-Mercedes                | Alessandro Nannini Klaus Ludwig                             | Mercedes-Benz CLK GTR | 98  |
| 17              | GT1 | 15 | First Racing Project        | Ratanakul Prutirat Fabien Giroix Jean-Denis Delétraz        | Lotus Elise GT1       | 97  |
| 18              | GT2 | 69 | Proton Competition          | Gerold Ried Patrick Vuillaume                               | Porsche 911 GT2       | 97  |
| 19              | GT2 | 60 | Marcos Racing International | Ville-Pertti Teuronen Teijo Lahti                           | Marcos LM600          | 93  |
| 20              | GT1 | 23 | GBF UK Ltd.                 | Luca Badoer Domenico Schiattarella                          | Lotus Elise GT1       | 83  |
| Ausgefallen     |     |    |                             |                                                             |                       |     |
| 21              | GT2 | 57 | Roock Racing                | François Lafon Jean-Pierre Jarier                           | Porsche 911 GT2       | 65  |
| 22              | GT2 | 80 | Charles Morgan              | Charles Morgan William Wykeham                              | Morgan Plus 8 GTR     | 31  |
| 23              | GT2 | 66 | Konrad Motorsport           | Toni Seiler Marco Spinelli Michel Ligonnet                  | Porsche 911 GT2       | 30  |
| Nicht gestartet |     |    |                             |                                                             |                       |     |
| 24              | GT1 | 19 | Martin Veyhle Racing        | Gerd Ruch Alexander Grau                                    | McLaren F1 GTR        | 1   |

1 nicht gestartet

### Nur in der Meldeliste
Zu diesem Rennen sind keine weiteren Meldungen bekannt.

### Klassensieger
| Klasse | Fahrer          | Fahrer         | Fahrer    | Fahrzeug        | Platzierung im Gesamtklassement |
| ------ | --------------- | -------------- | --------- | --------------- | ------------------------------- |
| GT1    | JJ Lehto        | Steve Soper    |           | McLaren F1 GTR  | Gesamtsieg                      |
| GT2    | Claudia Hürtgen | Bruno Eichmann | Ni Amorim | Porsche 911 GT2 | Rang 9                          |

### Renndaten
- Gemeldet: 24
- Gestartet: 23
- Gewertet: 30
- Rennklassen: 2
- Zuschauer: 83.000
- Wetter am Rennwochenende: warm und trocken
- Streckenlänge: 3,180 km
- Fahrzeit des Siegerteams: 3:00:31,711 Stunden
- Runden des Siegerteams: 113
- Distanz des Siegerteams: 359,341 km
- Siegerschnitt: 119,420 km/h
- Pole Position: JJ Lehto – McLaren F1 GTR (#8) – 1:26,097 = 132,969 km/h
- Schnellste Rennrunde: Bernd Schneider – Mercedes-Benz CLK GTR (#11) – 1:28,901 = 130,238 km/h
- Rennserie: 3. Lauf zur FIA-GT-Meisterschaft 1997